# Székesút
Székesút (Secusigiu), községközpont Romániában, a Partiumban, Arad megyében.

## Fekvése
Pécskától, Aradtól délnyugatra, az Aranka-patak bal partján, Munár és Temesnagyfalu között fekvő település.

## Története
Székesút nevét 1359-ben említette először oklevél Zekulzegh néven.
1389-ben Zekulzeg, 1405-ben Zekelzegh, 1486-ban Zekelzeug, 1808-ban Szekusit, 1851-ben Székesút néven írták.
1851-ben Fényes Elek írta a településről: "Székesút mezőváros Temes vármegyében, az Aradról Torontálba vivő jó országútban, 150 német katholikus és 2359 óhitű lakossal, kiknek nejök mindenféle  ruha szöveteket készítenek. Van itt egy óhitű tanoda, derék vendégfogadó. Határa 8299 hold,...Galambos és Aranka patakok a határt keresztül futják...birtokosa: báró Szina György"
1910-ben 2446 lakosából 88 magyar, 295 német, 1949 román, 109 cigány volt. Ebből 373 római katolikus, 2061 görögkeleti ortodox volt.
A trianoni békeszerződés előtt Temes vármegye Újaradi járásához tartozott.

## Hivatkozások

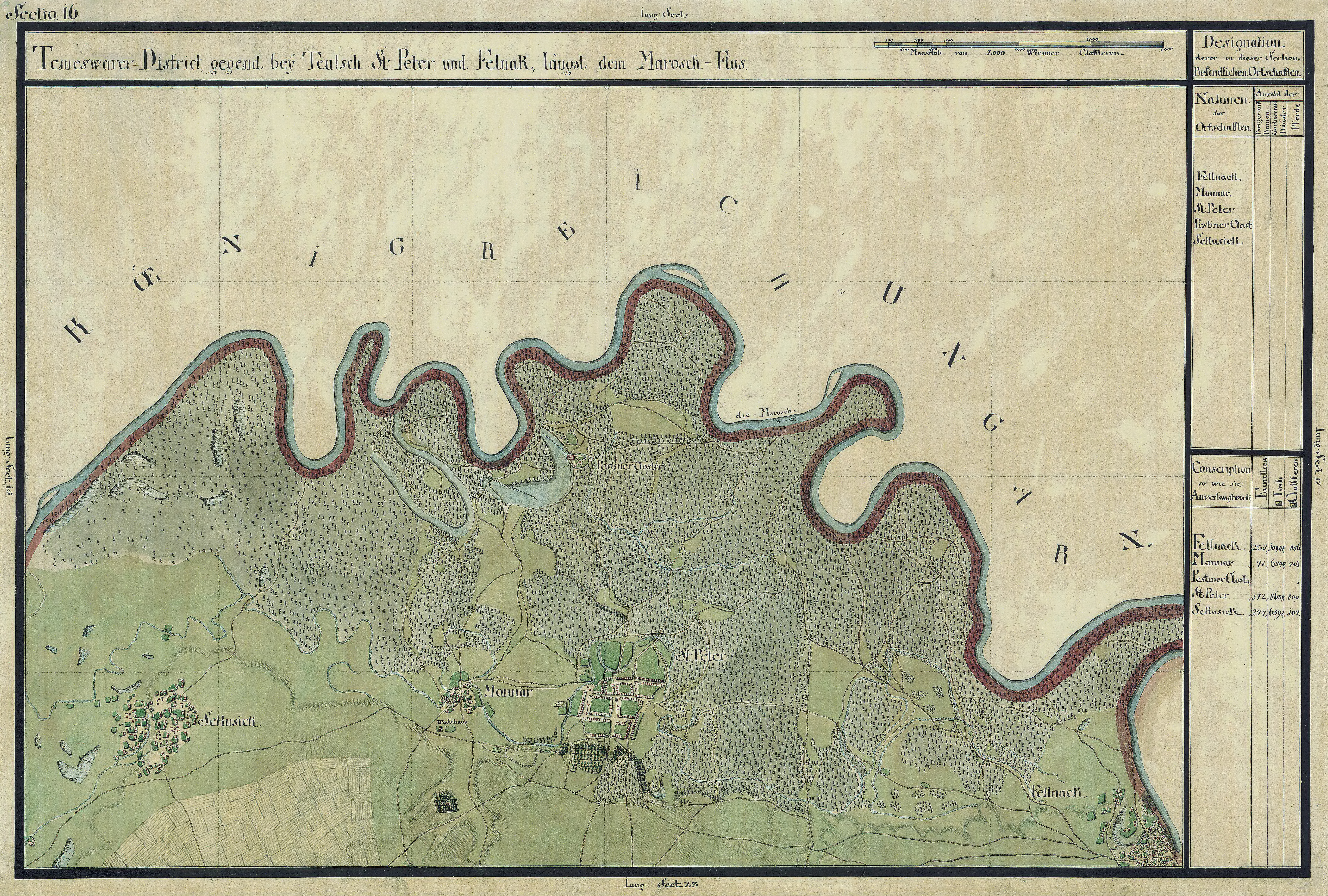
Székesút egy régi, 1700-as évekből való térképen